# Forest River (Dakota Północna)
Forest River – miasto w Stanach Zjednoczonych, w stanie Dakota Północna, w hrabstwie Walsh.